# Les tres Gràcies (Rafael)
Les tres Gràcies és un quadre de mida petita pintat per Rafael durant la seva època florentina, entre 1500-1505, i actualment exposat al museu Condé. És l'única pintura d'aquesta època del pintor que no té contingut religiós, sense comptar la parella, El somni d'un cavaller, que mostra Paris de Troia i que es troba a la National Gallery de Londres.
Està inspirada en part d'un relleu clàssic a Siena (Itàlia) en el que es mostra el judici de Paris, que escull Venus com la més bella de les tres deesses (representant l'amor, l'amistat i la bellesa) i a la qual li ofereix una poma. Les tres dones representen el prototipus de bellesa italiana del Renaixement. Aquest quadre surt a la capçalera de la sèrie americana de televisió Desperate Housewifes.

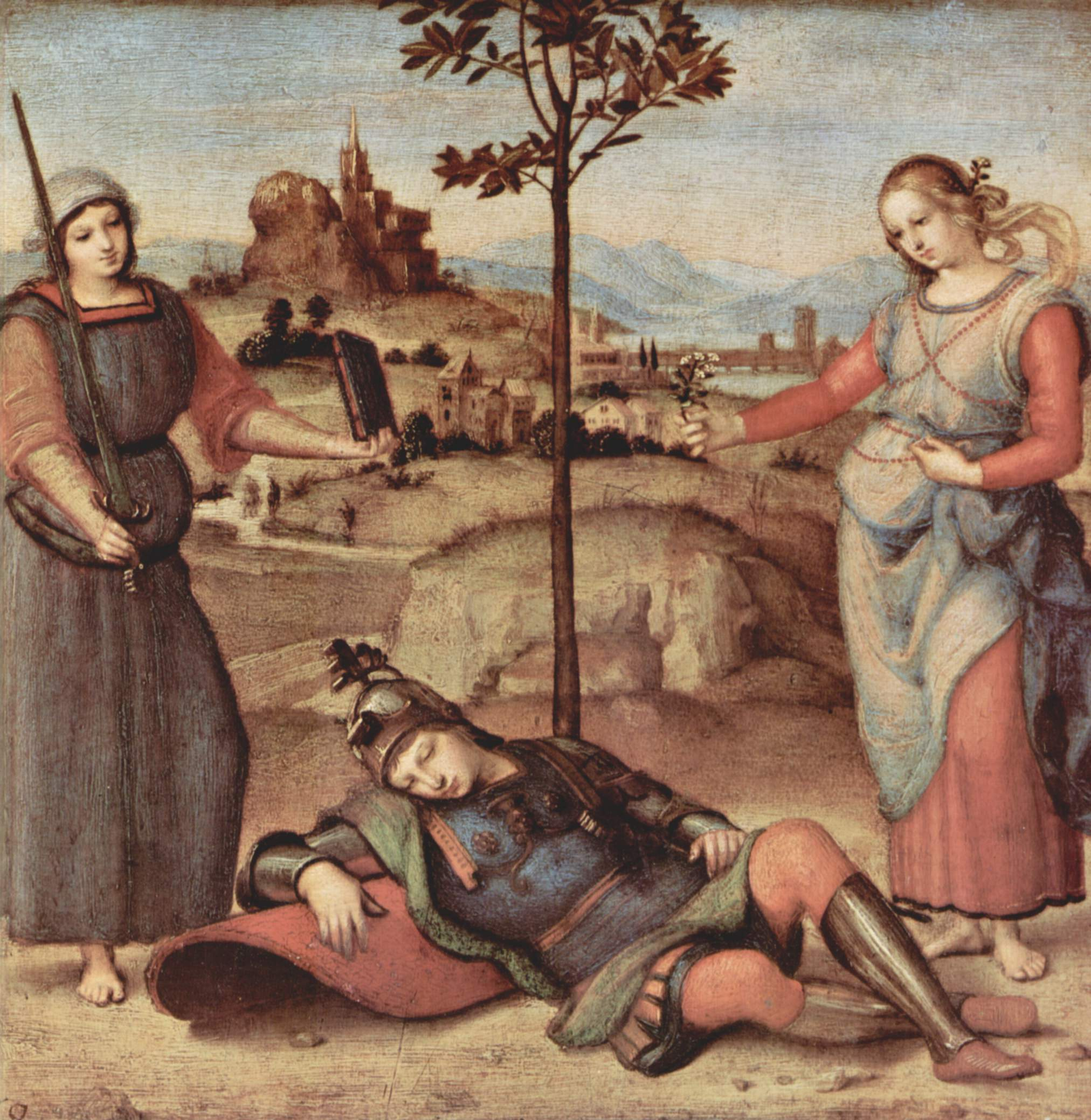
Somni d'un cavaller, la parella del quadre

Les tres Gràcies, o les Càrites, són, segons la mitologia grega, les filles de Zeus i de la nimfa Eurínome. Viuen amb els altres déus al Mont Olimp i es diuen Eufròsine (brillant), Talia (flor) i Aglaia (bellesa). Solen estar amb les Muses, amb Apol·lo, Afrodita, Eros, Dionís i Atena. Aglaia es va casar amb el déu artesà Hefest. Les Gràcies, junt amb les Muses, inspiren els artistes i els poetes.
A l'antiga Grècia el conjunt representava la joventut, l'amor i la bellesa. I per extensió l'alegria de viure i una vida intensa en tots els aspectes lúdics, la dansa, la música, el desig i la sexualitat fora del matrimoni, etc.
Per als renaixentistes, encarnen la castedat, l'amor i la bellesa.
El duc d'Aumale, propietari del quadre, va escriure que "a la dreta hi ha la verge, amb un vel lleuger i sense joies; a l'esquerra hi ha la dona en el moment de més bellesa, amb més vel, riques joies; al centre, donant l'esquena, la dona en tota la seva maduresa".
Altres hi veuen els tres tipus de dona següents: a la dreta la verge, tímida i difícilment accessible; a l'esquerra la dona atractiva, coqueta i temptadora; i al mig el punt just entre l'una i l'altra.

## Transformacions del quadre

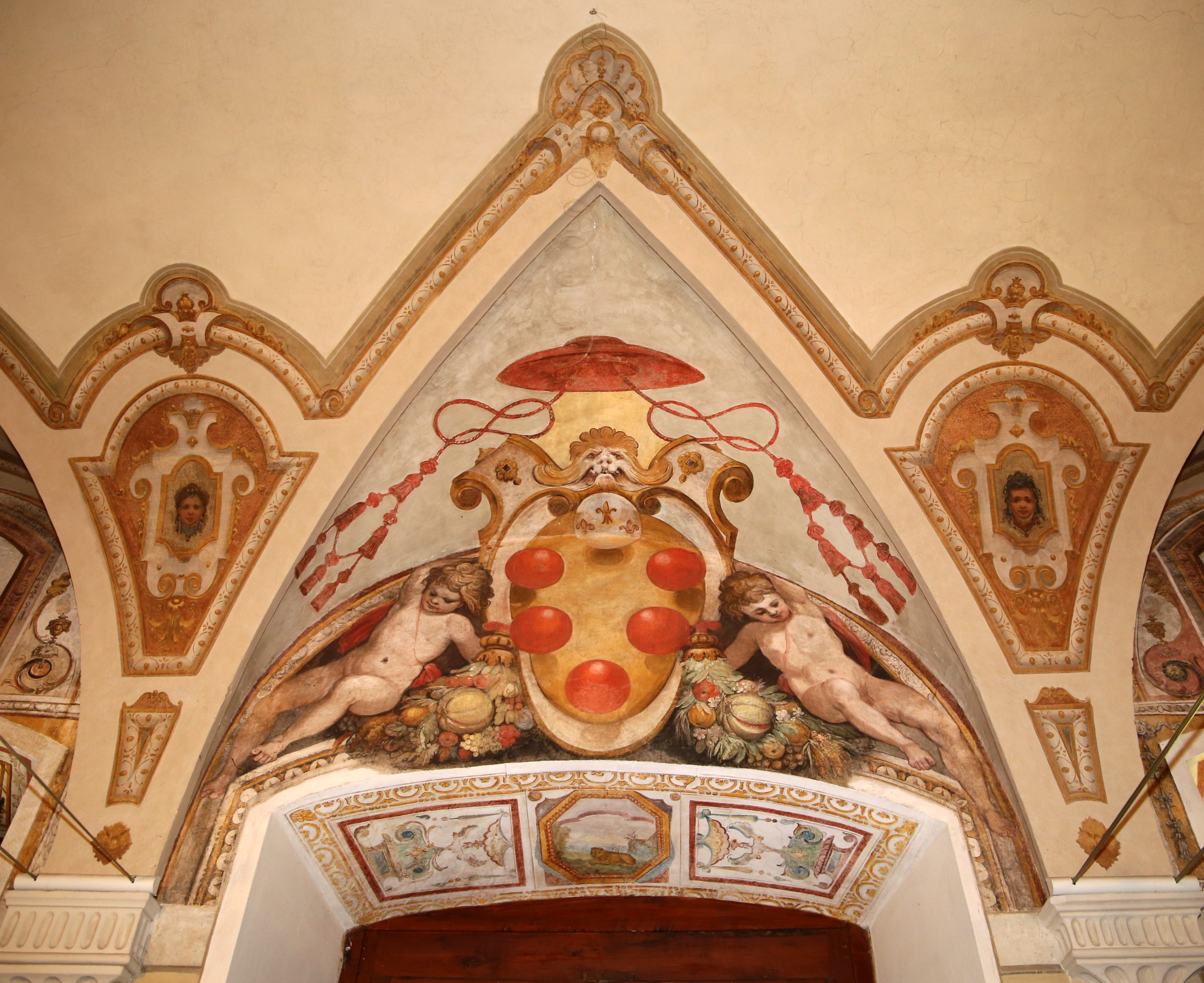
Escut de la família Mèdici

Una radiografia de l'obra ha permès conèixer com era originalment i, per tant, els canvis efectuats. La dona de la dreta, "la verge", dissimulava un gest de pudor, la dona de l'esquerra era l'única a oferir una poma i la del mig sostenia per les espatlles les altres dues dones.
En la versió definitiva, la dona de la dreta sosté una poma i la del mig també, amb la seva mà dreta, en comptes de tocar l'esquena de l'altra. D'aquest fet se'n fan dues interpretacions que no són necessàriament excloents. D'una banda, posant una poma daurada (metafòricament, al quadre són vermelles) a la mà de cascuna, Rafael les transforma en guardianes del jardí de les Hespèrides, que tendeixen el premi de la vida eterna als herois virtuosos. D'altra banda, se sap que el quadre va ser encàrrec dels Mèdici, l'escut dels quals conté (cinc, i no tres) boles vermelles.